# 大島由加里
大島由加里（1963年12月31日—）是曾在香港發展電影事業的日本動作女演員，福岡縣福岡市西區出身，目前主要以福岡縣為據點從事演藝活動。

## 簡歷
13歲學習剛柔流空手道。16歲便已獲得日本空手道比賽冠軍。除空手道外，她亦有學習柔道和體操。在東京修讀短期大學的體育課程，畢業後考入了千葉真一創辦的動作演員學校JAC（現名JAE），1980年代初期並曾在東映的一些特攝作品中參與演出。
她於1980年代中期隻身往台灣，成為動作演員。1986年經倉田保昭引荐，憑《富貴列車》踏足香港影壇，成為1980年代至1990年代香港影壇其中一位重要的動作女演員。她的戲路很廣，亦正亦邪，既可以飾演嫉惡如仇的熱血警察，也可以扮演心狠手辣的女魔頭。
1991年與香港演員鄭浩南結婚，但這段婚姻只維持數年，1995年離婚（但據稱實際上兩人並未結婚）。後來傳出與香港演員高飛再婚之事，亦屬子虛烏有。
除了參與幕前演出外，她於1993年於香港開設經紀公司「龍虎榜」。但龍虎榜首部出品電影竟然不是動作片，而是三級片《1/3情人》，由日籍艷星村上麗奈領銜主演，而大島由加里和鄭浩南客串演出。她的動作片事業除了在香港和台灣外，也曾嘗試到菲律賓發展，於菲律賓的藝名為Cynthia Luster（但據稱此藝名是在她本人不知情之下所取）。其後逐步減少主演港產動作片，1998年因拍片時發生意外受傷而返回日本，之後則以故鄉福岡縣為活動據點。
2014年由於在福岡縣從事電影推廣活動與培育後進的實績，獲福岡市役所頒發福岡市文化賞。

## 演出作品

### 日本
- 宇宙刑事卡邦（1982年、朝日電視台）- 動作替身
- 科學戰隊炸藥人（1983年、朝日電視台） - 動作替身（第28集）
- 超電子生化人（1984年、朝日電視台） - 飾演：ファラキャット
- スケバン刑事II 少女鉄仮面伝説（1986年、富士電視台） - 飾演：鈴木ミナ子
- パ★テ★オ（1992年、富士電視台）
- ジャッキー・チェンを超えたい 香港の日本人アクション女優奮闘記（東京電視台）
- 東南アジアNO.1女優　故郷博多に帰る
- 聖龍伝説（1996年、日本電視台）
- マスク・ド・ママ（1997年、富士電視台）
- 熱血チャレンジ宣言'97（1997年、富士電視台）
- 天使からの贈り物　ベトナムジュンコスクール奮闘記（2000年、西日本電視台）

與大江千里合演（另外大島也曾在「緊急呼出し エマージェンシー・コール」與大江同台合演）
- アクション女優、シンシアラスター／大島由加里のアジア縦横無尽(2000年、RKB毎日放送）
- オールドディック（2001年、RKB毎日放送） - 武術指導
- グラン・ジュテ(2012年、NHK Eテレ）
- 先輩ROCK YOU(2012年、日本電視台）
- 元気by福岡(2015年、RKB毎日放送）
- サンデーウォッチ(2015年、RKB毎日放送）-解說員
- 爆報!THEフライデー(2015年、TBSテレビ）

### 香港
| 首播   | 劇名               | 角色          | 合作                                               | 備註                       |
| 1986年 | 靈幻童子           | 海秋月        | 林小樓、楊雄、常山、林雨潔、李君倩                 | 台灣古裝電影 第二女主角    |
| 1986年 | 頑皮家族           | 甜不辣        | 胡瓜、藍心湄                                       | 台灣電影 客串              |
| 1986年 | 歡樂龍虎榜         | 拼命三娘      | 胡瓜、藍心湄、倉田保昭                             | 台灣電影 第二女主角        |
| 1986年 | 富貴列車           |               | 倉田保昭、黃正利                                   | 第一套港產片               |
| 1987年 | 天使行動           | 楊林          | 西城秀樹、李賽鳳、呂少玲、方中信、姜大偉、黃正利   |                            |
| 1989年 | 飛越危牆           |               | 莫少聰、郭富城、苗僑偉、陳加玲、狄威               | 第一女主角                 |
| 1989年 | 七小福再出擊       |               | 仇雲波、高飛                                       | 台灣電影                   |
| 1989年 | 十面埋伏           | 范依玲        | 林國斌、高雄                                       | 第一女主角                 |
| 1989年 | 目中無人           | 蒙達伊娃      | 張國強、吳鎮宇、苗僑偉、任達華、狄威、高飛、夏志珍 | 第一女主角 動作設計        |
| 1989年 | 龍之爭霸           | 仇小島        | 柯俊雄、惠天賜、陳勳奇、惠英紅                     | 第二女主角                 |
| 1989年 | 沉底鱷             |               | 萬梓良、任達華、呂良偉                             | 第一女主角                 |
| 1990年 | 午夜天使           | 阿英          | 羅美薇、梁韻蕊、鄭浩南、苗僑偉、黃錦燊、石堅       | 第二女主角                 |
| 1990年 | 最佳賊拍檔         | Tequila       | 陳勳奇、莫少聰、苗僑偉、郭秀雲、陳淑蘭、西脇美智子 | 第一女主角                 |
| 1990年 | 先發制人           |               | 狄威、陳觀泰、夏志珍、高飛、仙度拉、黃日華、冼灝英 | 第一女主角                 |
| 1990年 | 黑海霸王花         |               | 惠英紅、梁家仁、李殿朗                             | 第一女主角                 |
| 1990年 | 越軌行動           |               | 莫少聰、惠英紅、吳孟達                             | 第二女主角                 |
| 1990年 | 無悔行動           |               | 莫少聰、惠英紅                                     | 第一女主角                 |
| 1991年 | 天使風雲           |               | 李賽鳳、胡慧中                                     |                            |
| 1991年 | 貓變               |               | 方中信                                             | 第一女主角                 |
| 1991年 | 血醒夢未停         | 黑貓          | 李賽鳳、胡慧中、高雄、林國斌                       | 第二女主角                 |
| 1991年 | 烈火情仇           | 阿美          | 鄭浩南、萬梓良、狄威、盧惠光、馮峰、馮素波         | 第一女主角                 |
| 1991年 | 飛鷹行動           |               |                                                    |                            |
| 1991年 | 駁腳差佬           |               | 呂方、李國麟、馮淬帆、孟海、夏志珍                 | 第一女主角                 |
| 1992年 | 至尊特警           |               | 仇雲波                                             | 第一女主角                 |
| 1992年 | 新龍爭虎鬥         | 事頭婆        | 李賽鳳、鄭浩南、林俊賢、周比利、盧惠光、龍方       | 第二女主角                 |
| 1992年 | 黑星風雲           |               | 劉家輝、鄭浩南                                     | 第一女主角                 |
| 1992年 | 執法威龍           |               |                                                    |                            |
| 1992年 | 踩過界             | 莫玉霞        | 李子雄、午馬、鄭艷麗、黃錦燊                       | 第一女主角                 |
| 1992年 | 力王               | 西倉天王 黃泉 | 樊少皇、陳國邦、樊梅生、何家駒、陳治良             | 反串演出男性               |
| 1992年 | 金三角群英會       | 白鷺          | 李賽鳳、吳家麗、黃光亮、麥翠嫻                     | 第二女主角                 |
| 1992年 | 賭鬼總動員         |               | 鄭浩南、午馬、邵音音、谷峰                         |                            |
| 1992年 | 誓不忘情           | 蘇兒          | 洪金寶、鄒兆龍、利智、林正英、谷峰                 | 女配角                     |
| 1992年 | 偷神家族           | 心蘭          | 李賽鳳、袁祥仁、胡慧中、黃光亮                     | 第三女主角                 |
| 1992年 | 性奴               |               | 李子雄、午馬、李麗蕊                               |                            |
| 1992年 | 宇宙狙擊           |               | 高飛                                               | 第一女主角                 |
| 1993年 | 魔女18             |               | 鄭浩南、胡楓                                       |                            |
| 1993年 | 霸海紅英           | 大島          | 李賽鳳、楊麗菁、西脇美智子、李子雄、錢嘉樂         | 第四女主角                 |
| 1993年 | 超級計劃           | 中央銀行劫匪  | 楊紫瓊、于榮光                                     |                            |
| 1993年 | 火種               | 子彈          | 李賽鳳、胡慧中、白彪、羅烈、黃子揚                 | 第一女主角                 |
| 1993年 | 妙探雙嬌           |               | 李賽鳳、黃錦燊                                     | 第二女主角                 |
| 1993年 | 廟街十三妹         | 羅莉          | 方中信、鍾發、羅銳、杜桂花                         | 第一女主角                 |
| 1993年 | 1/3情人            |               | 村上麗奈、鄭浩南、午馬                             | 客串 監製 經理人公司創業作 |
| 1993年 | 九二末路狂花       | Coco          | 李賽鳳、楊麗菁、李子雄、吳啟華、黃子揚、曾志偉     | 第三女主角                 |
| 1993年 | 雲雨生死戀         |               | 湯鎮宗                                             | 客串                       |
| 1993年 | 格殺令             |               | 郭秀雲                                             | 第一女主角                 |
| 1994年 | 轟天密令           | 李麗雅        | 楊盼盼、高飛                                       | 菲律賓電影 第一女主角      |
| 1994年 | 越軌之狼           |               |                                                    |                            |
| 1995年 | 緝毒先鋒           | 伊翔          | 鄒兆龍                                             | 第一女主角                 |
| 1995年 | 龍虎之戰           |               |                                                    |                            |
| 1995年 | 過江龍             |               | 麥德羅、戴誌衛                                     | 菲律賓電影 第一女主角      |
| 1997年 | 挑戰               |               | 鄒兆龍                                             |                            |
| 1997年 | 伙頭大將軍         |               | 楊麗菁、周比利                                     | 台灣電影 第二女主角        |
| 1998年 | 追金行動           | 李慧          | 徐錦江、黃子揚、蔡慧敏                             | 第一女主角                 |
| 1998年 | 毒吻               | 伊華          | 林文龍、羅慧娟                                     | 第二女主角                 |
| 1998年 | 獵豹行動           |               | 梁琤、張耀揚、元華                                 | 第二女主角 執行監製        |
| 1999年 | 罪加一等           |               | 尹揚明                                             |                            |
| 1999年 | 浪盜江湖           |               |                                                    |                            |
| 1999年 | 黃金惡夢           | 鍾珍          | 莫少聰、連凱、吳辰君、黃子揚                       | 第二女主角                 |
| 2005年 | 深い衝撃           |               |                                                    | 日本電影                   |
| 2011年 | 楊門女將之軍令如山 | 楊二娘鄒蘭英  | 張柏芝、劉曉慶、于娜、陳紫函                       | 電影                       |

## 動作設計
- 1989年：《目中無人》

## 監製
- 1993年：《1/3情人》

## 執行監製
- 1998年：《獵豹行動》

## 武術指导
- 2004年：甜心戰士#电影《甜心戰士》

## 外部連結
大島由加里【Staff】 （页面存档备份，存于） 的Twitter帳戶